# Mileece
Mileece (* 1978 in London) ist eine britische Künstlerin und Musikerin, die sich mit der Umwandlung organischer Prozesse in Klang beschäftigt. Sie beschäftigt sich intensiv mit dem Pflanzenwachstum.

## Leben
Mileece’ Großvater erstellte das erste auf einem Computer programmierte Lied, Daisy, Daisy (worauf in Stanley Kubricks 2001 angespielt wird).
Mileece selbst wuchs im Musikstudio Free Range auf, in dem ihre Eltern Legenden wie die Sex Pistols, Tim Hardin, Thin Lizzy und Ian Dury aufnahmen. Daneben führten sie Rock Flicks, eines der ersten Produktionsstudios für Musikvideos. Dort entstanden unter anderem Wuthering Heights von Kate Bush, We Will Rock You von Queens, Master Blaster von Stevie Wonder, und Lucky Number von Lene Lovich, auf dem die sechsjährige Mileece zu hören ist.
Nach der Scheidung der Eltern lebte die junge Mileece in New York, Los Angeles und der französischen Provinz. Sie besuchte ca. achtzehn verschiedene Schulen. In Los Angeles lebte sie im Haus Chrystal Garden des Mathematikers Jon Gibbon, in dem Gegenkultur-Ikonen wie Timothy Leary, John Lily und Erv Wilson aus- und eingingen. Gibbon arbeitete gemeinsam mit Charles Lucy an einer Vertonung der Kristallstrukturen durch mikrotonale Instrumente. Mileece war davon sehr beeindruckt und setzte sich mit dem Werk von Gibbon und Lucy intensiv auseinander.
In Frankreich lebte sie in einem großen Haus mit Ziegen, Eseln, Schafen und einem Pferd. Mileece sagt dazu: "I was overwhelmed with a feeling of life and beauty that I have never experienced in the same way in the city."
Mileece zog weiter nach San Francisco, wo sie einen Kurs zum Dokumentarfilm besuchte und eine eigene Jazzsendung im Radio betreute. Zurück in London schloss sie den Bachelor in Sonic Arts ab und zog nach Montreal, um an ihrer eigenen Musik zu arbeiten.

## Werk
Mileece’ erstes Album, Formations, entstand im Alter von 24 Jahren. Sie kombiniert dabei ihre im Studium erworbenen Programmierkünste mit den Versuchen Jon Gibbons, Naturvorgänge zu mathematisieren, um das Wachstum der Pflanzen in Klang zu übersetzen. Die Stücke auf Formations sind nicht durchkomponiert, sondern entwickeln sich aus sich selbst heraus, gemäß den von Mileece programmierten Algorithmen. Das Album ist den Pflanzen gewidmet.
Derzeit arbeitet Mileece in London an ihrem zweiten Album.

## Diskographie
- Formations, Lo Recordings